# Trung Khoa Lê
Trung Khoa Lê (geb. ca. 1972) ist ein vietnamesischer Journalist. Er ist Betreiber des in Berlin ansässigen unabhängigen Nachrichtenportals Thời Báo („Die Zeit“), das mit etwa 20 Millionen Zugriffen pro Monat eines der erfolgreichsten vietnamesischen Exilmedien ist.
Als erster Journalist weltweit berichtete Lê am 31. Juli 2017 über die Entführung von Trịnh Xuân Thanh aus Berlin nach Hanoi und blieb auch später an dem Thema dran. Im Vorfeld des XII. Parteitages der Kommunistischen Partei Vietnams sagte Lê aufgrund seiner Quellen bereits das Wahlergebnis des Parteitages voraus. In mehreren Beiträgen zwischen 2019 und 2023 berichtete Lê über technische und finanzielle Probleme des vietnamesischen Autoherstellers VinFast.

## Leben
1993/94 konnte Trung Khoa Lê mit einem Touristenvisum seine in Apolda lebenden Eltern besuchen. Der Vater war DDR-Vertragsarbeiter. Lê studierte Mediengestaltung an der Bauhaus-Universität Weimar und begann seine journalistische Tätigkeit im Rahmen eines Universitätsprojektes. Im Anschluss an sein Studium arbeitete Lê viele Jahre berufsfremd.  Lê ist verheiratet und Vater zweier Töchter. Seit 2002 lebt er in Berlin.

## Wirken
Im Jahre 2008 baute Lê das Nachrichtenportal Thời Báo auf. Anfangs war das ein reines Hobby. Der Fokus lag auf einer Presseschau, die Beiträge deutscher Medien zusammenfasste; Lê sagte dazu einmal: „Ich wollte Vietnamesen einen Zugang zu deutschen Nachrichten bereitstellen, damit sie das Leben in Deutschland besser verstehen.“  Thời Báo kooperierte mit dem staatlichen vietnamesischen Medium VietNamNet. Es stellte denen Berichte über vietnamesische Aktivitäten in Deutschland zur Verfügung und durfte im Gegenzug deren Beiträge übernehmen. Werbeanzeigen staatlicher vietnamesischer Unternehmen wie Vietnam Airlines sowie kleiner Gewerbetreibender in Deutschland brachten Einnahmen. Als Thời Báo 2017 begann, kritisch über vietnamesische Politik zu berichten, wurde dem Medium der Kooperationsvertrag mit VietNamNet und schrittweise sämtliche Werbeanzeigen gekündigt, wofür viel Druck auf in Deutschland lebende vietnamesische Händler ausgeübt wurde.
Zeitgleich erhöhte sich die Reichweite von Thời Báo erheblich, da es Teil der weltweiten Gegenöffentlichkeit zu den staatlich zensierten Medien in Vietnam wurde. Das machte Thời Báo für internationale Werbekunden attraktiv.
Die Regierung in Hanoi hat Thời Báo als regimekritisches Medium 2017 hinter eine Firewall gestellt. Um seine Leser in Vietnam zu erreichen, erweiterte Lê sein Angebot und berichtet auch über Facebook und YouTube. Diese sozialen Netzwerke sind in Vietnam nicht gesperrt, unterliegen aber Zensurwünschen durch die Hanoier Regierung. So werden zahlreiche seiner Videos auf Verlangen aus Hanoi von Facebook und YouTube in Vietnam gesperrt. Darüber hinaus unterliegt Lês Internetangebot regelmäßig Trollangriffen, hinter denen die nach offiziellen Angaben 10.000 Personen starke vietnamesische Cyberarmee vermutet wird.  Beispielsweise wurde für Lê 2021 auf Facebook eine Todesanzeige geschaltet. Da er angeblich tot war, wurden sämtliche seiner Facebookseiten gelöscht. 2018 war er ohne sein Wissen als Administrator einer Facebookgruppe hinzugefügt, die kinderpornografische Inhalte austauschte, woraufhin bereits schon einmal alle seine Facebookauftritte gelöscht wurden. Seit 2019 erheben regelmäßig ihm unbekannte Firmen und Einzelpersonen das Urheberrecht an von ihm produzierten Videos, woraufhin Facebook und YouTube seine Videos löschen oder die Monetarisierung auf den behaupteten Urheber umleiten, mitunter, ohne Lê die Möglichkeit zu Meinungsäußerungen einzuräumen.
Aufgrund der regierungskritischen Inhalte seiner Veröffentlichungen bekommt Lê seit 2017 Morddrohungen, steht seit 2018 unter Polizeischutz. Seine Seiten sind regelmäßig Hackerangriffen ausgesetzt. Das Landeskriminalamt Berlin schätzt die Hackerangriffe so ein, dass sie von einer staatlichen Quelle kommen. Lê sagte dazu im Jahr 2022: „Ich kann mich nicht mehr frei bewegen, mich mit Freunden treffen oder an öffentlichen Veranstaltungen teilnehmen.“

## Auszeichnungen
Honorary Distinction der Association of European Journalists AEJ 2022